# Piaseczno (powiat słupski)
Piaseczno (kaszb. Lësô Góra lub Fósbark) – mała osada w Polsce położona w województwie pomorskim, w powiecie słupskim, w gminie Potęgowo. Wieś wchodzi w skład sołectwa Głuszyno.
W latach 1975–1998 miejscowość położona była w województwie słupskim.